# سد الیمالات
سد خاکی الیمالات در ۸ کیلومتری نور در مسیر جادّهٔ نور به  چمستان قرار دارد. این سد بیشتر با عنوان دریاچه و جنگل الیمالات شناخته می‌شود.
در دل جنگل بعد از عبور از جاده فرعی به مسافت ۴ کیلومتر ورودی آن قرار دارد. به عبارت دیگر دریاچه الیمالات در قسمت جنوبی دوراهی روستای توریستی کاردگرکلا دشت نور ؛ جای گرفته است. این سد و جنگل به عنوان گردش ‌گاه مورد استفاده قرار می‌گیرد. دریاچهٔ الیمالات دارای رستوران و امکانات قایق‌سواری و ماهی‌گیری است.
دریاچهٔ سد الیمالات در ۹ کیلومتری نور در مسیر جادّهٔ نور به چمستان قرار دارد و فاصلهٔ آن از جادّهٔ اصلی نور به چمستان حدود ۳ کیلومتر است. این دریاچه که در دل جنگل واقع شده‌است، به عنوان گردش‌گاه مورد استفاده قرار می‌گیرد. دریاچهٔ الیمالات دارای رستوران و امکانات قایق‌سواری و ماهی‌گیری است.

## نگارخانه

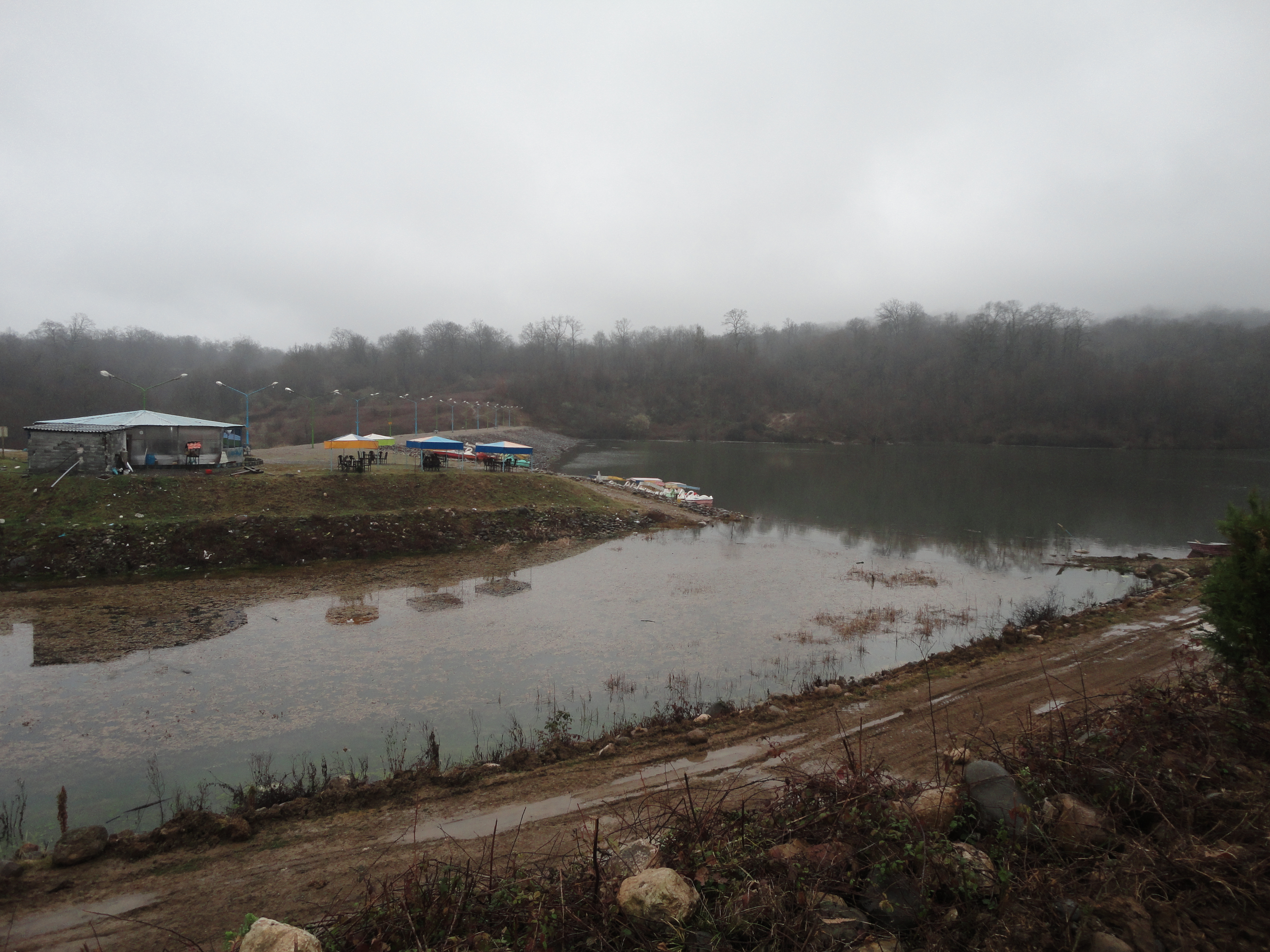
سد الیمالات